# (18582) 1997 XK9
1997 أكس كي 9 (ويعرف أيضًا باسم (18582) 1997 أكس كي 9 وفق تسمية الكوكب الصغير) (بالإنجليزية: 1997 XK9)‏ هو كويكب ضمن حزام الكويكبات؛ وترتيبه 18582 من حيث الاكتشاف.
اكتُشف هذا الجُرم الفلكي بواسطة برنامج شميدت للكويكبات في بكين في 4 ديسمبر 1997.

## وصلات خارجية
- (18582) 1997 XK9 في قاعدة بيانات مختبر الدفع النفاث لأجرام النظام الشمسي الصغيرة

- الاكتشاف · مخطط المدار ·  العناصر المدارية · المعلمات المادية

- (18582) 1997 XK9 على موقع ويكي سكاي: DSS2, SDSS, GALEX, IRAS, Hydrogen α, X-Ray, Astrophoto, Sky Map, Articles and images